# St. Laurentius (Trautskirchen)

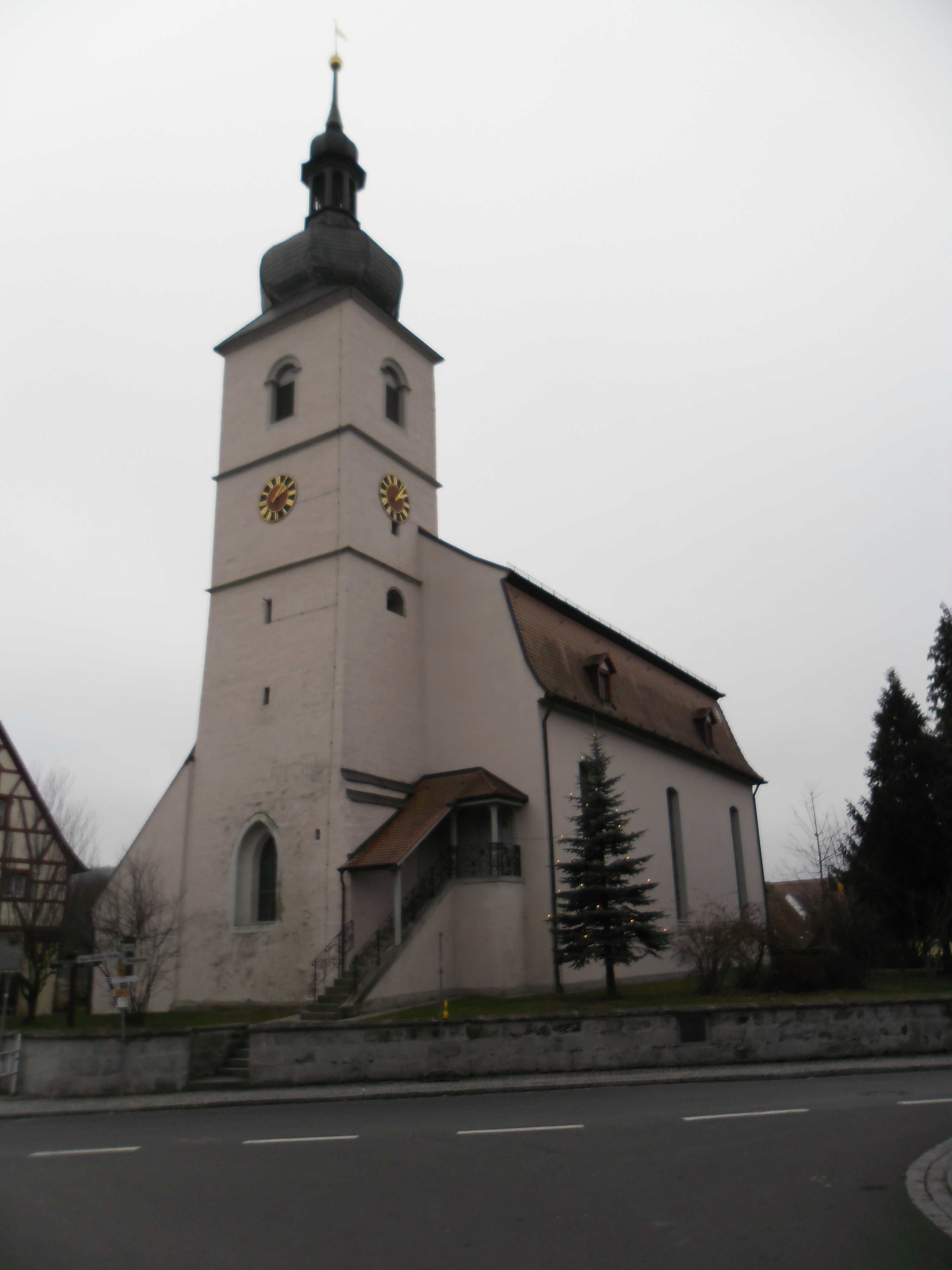
St. Laurentius (Trautskirchen)

Die denkmalgeschützte, evangelisch-lutherische Pfarrkirche St. Laurentius steht in Trautskirchen, einer Gemeinde im Landkreis Neustadt an der Aisch-Bad Windsheim (Mittelfranken, Bayern). Die Kirche ist unter der Denkmalnummer D-5-75-166-2 als Baudenkmal in der Bayerischen Denkmalliste eingetragen. Die Pfarrei gehört zum Dekanat Bad Neustadt an der Aisch im Kirchenkreis Nürnberg der Evangelisch-Lutherischen Kirche in Bayern.

## Beschreibung
Das mit einem Mansarddach bedeckte Langhaus der Saalkirche wurde 1754/55 nach Plänen von Johann David Steingruber erbaut. Der Chorturm aus der 1. Hälfte des 15. Jahrhunderts wurde 1705–09 aufgestockt, um die Turmuhr und den Glockenstuhl unterzubringen, und mit einer schiefergedeckten Welschen Haube bedeckt. Der Innenraum des quadratischen Chors, d. h. das Erdgeschoss des Chorturms, ist mit einem Kreuzrippengewölbe überspannt, der des Langhauses, der mit doppelstöckigen Emporen an drei Seiten ausgestattet ist, mit einem Spiegelgewölbe, das mit Stuck gerahmt ist. Zur Kirchenausstattung gehören der 1720 gebaute Altar, die 1688 gebaute Kanzel und das 1685 gebaute Taufbecken unter einem Baldachin auf vier Säulen.